# Regering-Maraite III
De regering-Maraite III (13 juni 1995 - 6 juli 1999) was de vierde regering van de Duitstalige Gemeenschap, onder leiding van Joseph Maraite. De regering bestond uit de twee partijen: CSP en SP. Ze volgde de regering-Maraite II op, na de verkiezingen van 21 mei 1995 en werd opgevolgd door de regering-Lambertz I, die gevormd werd na de verkiezingen van 13 juni 1999.

## Samenstelling
| Ambtsbekleder | Ambtsbekleder | Ambtsbekleder                 | Ministerie | Partij |
| ------------- | ------------- | ----------------------------- | --- | ------ |
|               |               | Joseph Maraite (1949-2021)    | Minister-president en minister Financiën, Internationale Relaties, Volksgezondheid, Gezin en Senioren, Sport en Toerisme | CSP    |
|               |               | Karl-Heinz Lambertz (1952)    | Minister Jeugd, Vorming, Media en Sociale Aangelegenheden                                                                | SP     |
|               |               | Wilfried Schröder (1942-2020) | Minister Onderwijs, Cultuur, Wetenschappelijk Onderzoek en Monumenten en Sites                                           | CSP    |

## Opvolging
Deze regering zou normaal opgevolgd worden door de regering-Maraite IV, de onderhandelingen tussen CSP en SP waren namelijk zo goed als afgerond. Hier werd echter een stokje voor gestoken door de Waalse formateurs Philippe Busquin (PS), Louis Michel (PRL) en Isabelle Durant (Ecolo) die zich gingen moeien in de formatie van de Duitstalige Gemeenschapsregering. Zij wilde na hun electoraal succes overal dezelfde paars-groene regeringen zien. Hierdoor werd de CSP buiten spel gezet en werd de regering-Lambertz I gevormd, een coalitie van SP, PFF en Ecolo.
Fagnoul · 
Maraite I · 
Maraite II · 
Maraite III · 
Lambertz I · 
Lambertz II · 
Lambertz III ·
Paasch I · 
Paasch II · 
Paasch III